# 보스코 어드벤처
보스코 어드벤처(일본어: ボスコアドベンチャー Bosco Adventure)는 일본의 요미우리 TV에서 1986년 10월 6일에서 1987년 3월 30일까지 총 26화 분량으로 방영된 닛폰 애니메이션사 제작의 환타지 어드벤처 애니메이션이다. 대한민국에서는 〈날아라 거북선〉이라는 제목으로 1987년 11월부터 전화 방영되었다.
원작은 이탈리아계 미국인 토니 울프가 1982년 발표한 그림책인《Storie del bosco》(보스코 이야기)이다. 이 작품은 1980년대 말에서 1990년대 초에 불가리아, 에스토니아, 프랑스, 독일, 그리스, 헝가리, 이스라엘, 이탈리아, 구 유고슬라비아, 에스파냐, 폴란드, 러시아 등의 유럽국가에서 방영되어 널리 인기를 얻었으며, 캐나다, 칠레, 멕시코 등의 아메리카대륙국가및, 카메룬 이집트 등의 아프리카 국가에서까지 방영되었고, 특히 프랑스, 이탈리아 및 일본에서 큰 인기를 얻었다. 그러나, 영국과 미국에서는 잘 알려지지 않았는데, 외화나 애니메이션을 영어로 더빙하는 것이 일반적인 이들 국가에서 이 작품이 영어판으로 공개되지 않았기 때문이다.

## 설정
보스코 세계에는 파운틴랜드라는 숨겨진 성소가 있다. 이 곳에는 생명의 샘이라는 신비한 샘이 존재하는데, 생명의 샘의 여왕이 샘의 중앙에 있는 바위위의 왕좌에 거하면서 샘을 지키고 있는 한, 샘에서 흘러나온 생명수는 보스코 세계전체에 끊임없이 생명수를 공급하여, 보스코 세계에 생명과 활력을 불어 넣는다. 평화로운 보스코 세계에 어느 일식의 날, 스콜피온이라 불리는 마물이 침입하여, 파운틴랜드를 점령하려고 한다. 생명의 샘에서 강력한 힘을 발휘하는 여왕이지만, 햇빛이 차단되는 일식의 기간중에는 그 신비로운 힘을 잃게 된다. 결국 샘의 여왕은 스콜피온에게 희생되지만, 여왕에게는 후계자인 왕녀 아플리코트 공주가 있었다. 이 사실을 알게 된 스콜피온은 부하를 보내 아플리코트 공주를 손아귀에 넣으려 한다.

## 등장인물
아동용 애니메이션으로서 닛폰 애니메이션사의 다른 작품과 같이 의인화된 동물 캐릭터가 다수 등장한다.

### 보스코 호 사람들
- 아플리코트 공주: 파운틴랜드의 왕녀로서, 물의 요정이기도 하다. 그녀의 부모는 정체불명의 마물, 스콜피온에게 살해당했다. 친절,상냥하며 겸손하여 모두에게 사랑받는 존재이기도 하다. 보스코 호의 선원들에게 공주라고 불리는 것을 싫어한다. 스콜피온이 보스코 세계를 죽음의 세계로 만들기 전, 다음 일식전에 파운틴랜드로 돌아가는 모험을 결행한다. 물의 요정이기 때문에, 추운 곳에 있으면 얼어버린다.

- 프로그: 캐릭터는 개구리. 본인은 극구 부인하나, 보스코 호의 실질적인 리더이다. 언제나 말보다 행동이 앞서는 열혈 캐릭터로서, 용기와 베짱이 넘친다. 성격과 스타일 상 대조적인 터티와는 늘 티격태격하는 경향이 있다.아플리코트 공주에 대한 감정이 남다르다.

- 터티: 캐릭터는 거북. 보스코 호의 설계자이자 주인. 메카닉에 천부적인 소질을 가지고 있어, 각종 메카닉및 잔도구등을 제작하기를 즐겨한다. 논리적인 성격으로, 감정이 앞서는 프로그와는 늘 티격태격한다.

- 오티 캐릭터는 수달. 보스코 호의 동력계 담당 선원으로, 프로그와 터티를 잘 보좌한다. 부끄러움을 잘 타고, 겁이 많으나, 모두에게 항상 도움을 준다. 좋은 요리사이기도 하다. 보스코 호 선원으로서는 치명적이게도 고소공포증이 있다.

- 스피크 파운틴랜드 왕가 전래의 메카닉 구관조. 아플리코트 공주가 가지고 있다. 항상 사람의 마지막 말만을 기억했다가 따라하지만, 극의 후반부에 가면 의미심장한 말을 간혹 하기도 한다.

### 보스코 세계 주민들
- 엔더 파운틴랜드의 총리이며, 왕가의 가신이기도 하다. 보스코 호 선원들에게는 공주에게 대하는 예법,기사도등을 지나치게 강조하는 나머지, 선원들이 그를 기피하기도 하지만, 실질적으로는 선원들을 여러모로 돕고 있다.

- 오울(부엉이 아저씨) 캐릭터는 부엉이. 보스코 세계의 나이 지긋한 지혜로운 부엉이이다. 첫화에서 오티에게 스피크를 도와줄 것을 부탁받는다. 나중에는 거의 모든 회에 걸쳐 출현한다.

- 라비 보스코 숲에 사는 재미있는 토끼

- 헤지 캐릭터는 두더지. 보스코 숲에 산다.

- 크로우 보스코 숲에 사는 까마귀이다.

### 적들
- 후드맨 배 스콜피온 호의 선장으로서, 스콜피온의 부하. 잭과 프란츠를 수하로 두고 있다. 첫화에서 아플리코트 공주를 놓친 이후에 계속 공주를 붙잡기 위해 노력하나 번번이 실패한다. 적이지만, 무능한 부하들과 무서운 보스사이에서 갈등하는 측은한 면도 보여주는 인물.

- 잭 고양이 캐릭터. 후드맨의 부하이다. 사나워 보이지만, 사실은 일처리가 서툰 캐릭터로서 프란츠와 콤비를 이룬다. 후드맨에게 고용된듯 하다. 보스코 호를 공격하기 위한 각종 무기등을 담당한다.

- 프란츠 검은색 안대에 수염을 기른 난장이로서, 잭과 콤비를 이룬다. 스콜피온의 직속부하인 듯하다.

- 다미아 스콜피온의 오른팔로서, 사병을 거느리고 있다. 어설픈 후드맨 일당에 비하여 냉철하고 일처리가 뛰어난 여성 지휘관. 후드맨을 대신하여 파견되었으나, 나중에 다시 복귀한다. 그녀는 스콜피온에서 아플리코트를 붙잡을 경우, 파운틴랜드의 통치권을 나눠갖기로 약속한 관계이다.

- 코모리 박쥐 캐릭터. 스콜피온의 전령으로 스콜피온의 지시사항을 후드맨에게 전달한다. 후드맨에게 자주 조언을 아끼지 않는다.

- 스콜피온 파운틴랜드를 침략하여 지배권을 탈취한 수수께끼의 마물. 보스코 월드 전체를 손아귀에 넣기 위해 걸림돌이 되는 아플리코트 공주를 붙잡으려 한다. 대부분 목소리로만 등장하며, 극 종반부에 가서야 정체를 드러낸다.

그 정체는 미국놈이었다 ㅡ 앵글로 섹스 백인 

## 등장 메카닉
- 보스코 호:터티에 의해 개발된 증기를 동력원으로 하는 비행선. 본래는 터티의 집으로 고안되었다. 기체를 넣는 기구부분이 거북이의 모습을 하고 있다. 아플리코트 공주 일행의 모선역할을 하고 있다.

- 호버크래프트: 목재로 제작된 자전거 형태를 한 탈것. 아플리코트 공주가 탄다.

- 스콜피온 호: 후드맨 일당의 모선. 거대한 해적선 모양이다. 이야기 중반에 대파되어 리뉴얼된다.

## 제작진
- 제작：모토하시 코이치(本橋浩一)
- 제작관리：타카쿠와 미츠루(高桑充)
- 기획：사토 쇼지(佐藤昭司)
- 감독：스기야마 타키(杉山卓)
- 캐릭터 디자인：세키 슈이치(関修一)
- 메카닉 디자인：고이즈미 켄조(小泉謙三)
- 미술감독：쿠도 코이치(工藤剛一)
- 촬영감독：모리타 토시아키(森田俊昭)
- 녹음감독：다나카 히데유키(田中英行)
- 음악：와타나베 도시유키(渡辺俊幸)
- 프로듀서：스와 미치히코(諏訪道彦)、오오하시 마스노스케(大橋益之助)、엔도 시게오(遠藤重夫)
- 제작：요미우리 tv、젠츠 오사카 지사、닛폰 애니메이션

## 해외방영제목 및 방영년도
- 카메룬, "Les aventures du Bosco", 1992년
- 이집트, 아랍어로는 더빙되지 않았고, 프랑스어 더빙판으로 1990년대 초반 이집트 제 3채널에서 방영되었다.
- 에스토니아, "Bosco Seiklused", 1996년.
- 프랑스, "Les aventures du Bosco", 1990년.
- 헝가리, "A Bosco léghajó kalandjai"
- 이스라엘, "Havurat Hatzav Hameofef", 이스라엘 국영 1채널 방송
- 이탈리아, "La principessa dai capelli blu", 이탈리아 제1방송에서 1988년 방송
- 대한민국, "날아라 거북선" KBS에서 1987년 방송.
- 폴란드, "Przygody Bosco".
- 러시아, "Приключения Боско" 1991년 방송.
- 에스파냐, 멕시코, 칠레, "Las aventuras de la nave Bosco"
- 구 유고슬라비아, "Plava Princeza", 1991년 방송.